# Everton Kempes dos Santos Gonçalves
Everton Kempes dos Santos Gonçalves, häufig nur unter seinem Künstlernamen Kempes bekannt, (* 3. August 1982 in Carpina; † 28. November 2016 bei La Unión, Kolumbien) war ein brasilianischer Fußballspieler.

## Karriere
Der als Jugendlicher nach Rio de Janeiro gekommene Kempes begann seine Karriere beim Canto do Rio FC, ab 2002 spielte der Stürmer für Nacional AC (MG). anschließend folgten ab 2004 jeweils kurzzeitige Engagements beim Paraná Clube, für den er zwei Spiele in der Série A bestritt, und Estrela do Norte FC, ehe er 2006 als Spieler des Vitória FC mit dem Gewinn der Staatsmeisterschaft von Espírito Santo seinen ersten Titel holte. Jedoch blieb er auch hier nur ein halbes Jahr, Stationen beim Sertãozinho FC, dem Clube 15 de Novembro und dem Ceará SC folgten. 2008 schloss er sich SER Caxias do Sul, kam aber kaum zum Einsatz und wurde anschließend zum Ipatinga FC transferiert. Die Rückkehr in die erste Liga war jedoch nicht vom Erfolg geprägt, er kam in lediglich 14 Saisonspielen zum Einsatz und stieg mit dem Klub aus der höchsten Spielklasse ab. Daraufhin wechselte er zum Drittligisten Criciúma EC, für den er in der Staatsmeisterschaft von Santa Catarina als regelmäßiger Torschütze glänzte.
Anfang 2009 übernahm Associação Portuguesa de Desportos 70 Prozent der Transferrechte an Kempes, der sich zunächst für drei Spielzeiten vertraglich an den Klub band. Er ließ jedoch seine Torgefahr vermissen, so dass der Klub ihn zunächst 2010 für die Staatsmeisterschaft von Rio Grande do Sul an den EC Novo Hamburgo, dann für die brasilianische Meisterschaft an seinen Ex-Klub Ceará SC und 2011 an den América FC verlieh.
2012 wechselte Kempes ins Ausland und wurde zunächst an den japanischen Klub Cerezo Osaka in die J1 League verliehen. Anschließend kehrte er kurzzeitig zu Portuguesa zurück, ehe er dauerhaft ab 2013 nach Japan wechselte und sich dem Zweitligisten JEF United Ichihara Chiba anschloss. Nach zwei Spielzeiten ging er Anfang 2015 zurück nach Brasilien, wo er beim Joinville EC unterkam. Mit dem Klub verpasste er jedoch als Tabellenletzter den Klassenerhalt in der Serie A. Nach Abschluss der Spielzeit wechselte er innerhalb der Meisterschaft zu Chapecoense. Mit dem Klub erreichte er das Endspiel um die Copa Sudamericana 2016. Bei der Anreise zum im kolumbianischen Medellín angesetzten Finalspiel kamen Kempes sowie weitere 18 Spieler der Mannschaft beim Absturz des LaMia-Flugs 2933 ums Leben. Das Finalspiel wurde anschließend seitens des veranstaltenden Verbandes CONMEBOL abgesagt, am 2. Dezember 2016 wurde Chapecoense zum Titelträger ernannt.

## Erfolge
Chapecoense
- Campeonato Catarinense: 2016

## Auszeichnungen
- J. League Division 2: Torschützenkönig 2013